# Cosmophasis tristriata
Espèce
Synonymes
- Amycus tristriatus L. Koch, 1880
- Cosmophasis muralis Berry, Beatty & Prószyński, 1997

Cosmophasis tristriata est une espèce d'araignées aranéomorphes de la famille des Salticidae.

## Distribution
Cette espèce est endémique des Palaos.

## Description
La carapace du mâle décrit par Żabka et Waldock en 2012 mesure 3,12 mm sur 2,65 mm.

## Systématique et taxinomie
Cette espèce a été décrite sous le protonyme Amycus tristriatus par L. Koch en 1880. Elle est placée en synonymie avec Cosmophasis thalassina par Thorell en 1881. Elle est relevée de synonymie dans le genre Cosmophasis par Żabka et Waldock en 2012.
Cosmophasis muralis a été placée en synonymie par Żabka et Waldock en 2012.

## Publication originale
- L. Koch, 1880 : Die Arachniden Australiens, nach der Natur beschrieben und abgebildet. Nürnberg, vol. 1, p. 1157-1212 (texte intégral).